# 泰川郡
泰川郡（テチョンぐん）は、朝鮮民主主義人民共和国平安北道に属する郡。

## 地理
平安北道中部の内陸に位置する。郡内を北から南に貫流する大寧江を堰き止めて泰川貯水池が設けられ、水力発電が行われている。

### 隣接行政区画
- 北 － 大館郡、東倉郡
- 東 － 雲山郡、寧辺郡
- 南 － 博川郡、雲田郡
- 西 － 亀城市

## 行政区画
1邑・1労働者区・21里を管轄する。
| - 泰川邑（テチョヌプ） - 発電労働者区（パルチョンノドンジャグ） - 徳化里（トクァリ） - 徳興里（トクンニ） - 来賀里（レハリ） - 龍祥里（リョンサンニ） - 龍興里（リョンフンニ） - 林泉里（リムチョンニ） - 馬峴里（マヒョンニ） - 上丹里（サンダンニ） - 松院里（ソンウォンニ） - 松泰里（ソンテリ） | - 新光里（シングァンニ） - 新峯里（シンボンニ） - 安興里（アヌンニ） - 雲龍里（ウルリョンニ） - 銀興里（ウヌンニ） - 鎮南里（チンナムニ） - 天渓里（チョンゲリ） - 酔興里（チュイフンニ） - 鶴塘里（ハクタンニ） - 鶴峯里（ハクポンニ） - 還峴里（ファニョンニ） |

## 歴史
朝鮮王朝時代には平安道に属し、1413年に泰川郡が置かれるが、のちに県に降格された。1895年に泰川郡となり、1896年以降平安北道に属する。
1945年8月15日時点の泰川郡は、泰川面・西城面・西面・南面・院面・長林面・東面・江東面・江西面の9面から構成されていた。1952年の北朝鮮の地方行政区画改編により、院面の一部を亀城郡に移し、寧辺郡から鳳山面の一部などを編入して、1邑25里からなる泰川郡が再編された。2002年末現在、1邑21里1労働者区からなる。

### 年表
この節の出典
- 1413年 - 泰川郡が置かれる。
- 1473年 - 泰川県に降格される。
- 1895年 - 義州府泰川郡となる（二十三府制）。
- 1896年 - 平安北道泰川郡となる（十三道制）。
- 1914年4月1日 - 郡面併合により、平安北道泰川郡に以下の面が成立。(9面)
  - 東邑内面・西邑内面・西面・南面・院面・長林面・東面・江東面・江西面
- 1918年 - 東邑内面が泰川面に改称。(9面)
- 1939年 - 西邑内面が西城面に改称。(9面)
- 1952年12月 - 郡面里統廃合により、平安北道泰川郡泰川面・西城面・西面・南面・東面・長林面・江東面・江西面および院面の一部地域をもって、泰川郡を設置。泰川郡に以下の邑・里が成立。(1邑25里)
  - 泰川邑・松泰里・新峯里・徳興里・銀興里・松院里・新光里・安興里・馬峴里・銀徳里・馬坪里・徳川里・黔巌里・龍祥里・林泉里・来賀里・雲龍里・酔興里・還峴里・鎮南里・鶴塘里・上丹里・鶴峯里・徳化里・豊林里・天渓里
- 1954年10月 (1邑25里)
  - 黔巌里が泰川邑・鶴塘里に分割編入。
  - 寧辺郡龍興里を編入。
- 1958年6月 - 大館郡改革里、東倉郡陽地里・龍田里を編入。(1邑28里)
- 1987年 (1邑1労働者区21里)
  - 陽地里・龍田里・豊林里が天渓里に編入。
  - 馬坪里・改革里・徳川里・銀徳里が合併し、発電労働者区が発足。
- 1991年 - 松泰里の一部が泰川邑に編入。(1邑1労働者区21里)

## 交通

### 鉄道
- 青年八院線：亀城市と球場郡を結ぶ路線で、郡内を東西に横断する。
  - 新龍駅 - 延中駅 - 泰川駅
- 馬坪線
  - 延中駅 - 萱花駅 - 馬坪駅